# Маке-маке

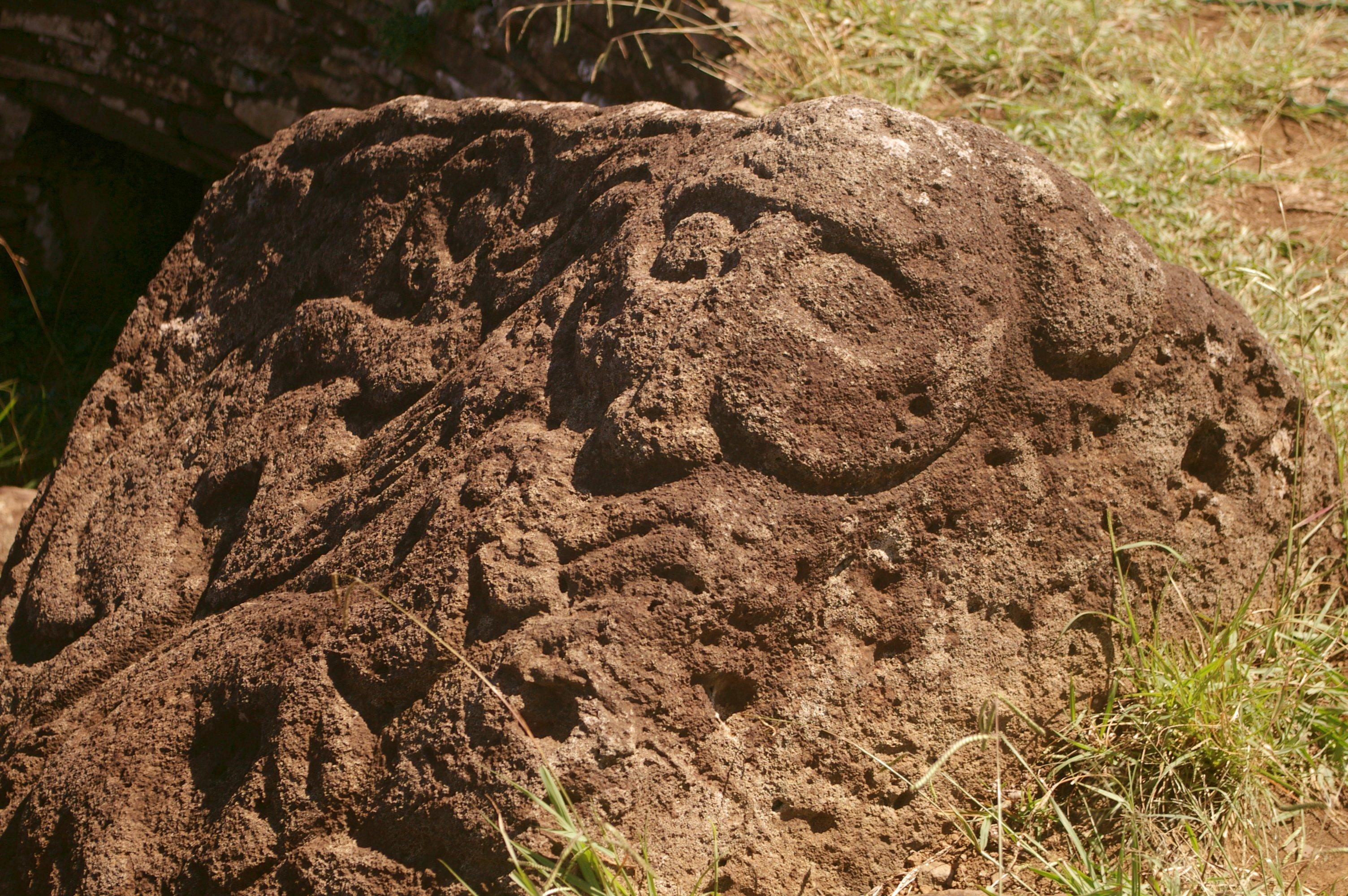
Изображение Маке-маке с двумя людьми-птицами, высеченное в красном туфе

Маке́маке или Маке-маке (англ. Make-make) — бог изобилия в рапануйской мифологии. Согласно представлениям жителей острова Пасхи, создал человека. Был верховным божеством в культе «птицечеловеков».
Исходя из мифологических представлений древних рапануйцев, у Маке-маке была голова птицы. Ежегодно между представителями всех кланов Рапа-Нуи проводились соревнования, в котором участники должны были доплыть до островка Моту-Нуи, и найти первыми яйцо, отложенное чёрной крачкой, или манутара (рап. manutara). Победивший пловец становился «птицечеловеком года» и наделялся сроком на год правом контроля над раздачей ресурсов, предназначенных для его клана. Эта традиция продолжала существовать вплоть до появления на острове Пасхи первых христианских миссионеров.
Маке-маке олицетворял природные силы и считался творцом Вселенной и человека. Дети Маке-маке: Тиве, Рораи, Хова и женщина Аранги-коте-коте.
В честь Маке-маке названа карликовая планета, относящаяся к транснептуновым объектам.
Некоторые рапануйцы на острове Пасхи утверждают, что Маке-маке совершил процесс оплодотворения в камень, известного как статуя моаи, благодаря чему появились его дети.

## В кино
- Рапа Нуи (фильм) (1994)